# Inga urabensis
Inga urabensis är en ärtväxtart som beskrevs av Uribe. Inga urabensis ingår i släktet Inga och familjen ärtväxter. Inga underarter finns listade i Catalogue of Life.